# Государственный секретарь Южного департамента
Государственный секретарь Южного департамента (англ. The Secretary of State for the Southern Department) — бывшая должность в кабинете министров правительства королевства Великобритании до 1782 года.
До 1782 года обязанности двух британских государственных секретарей были разделены не на основе принципов современных подразделений министерств, но по географическому принципу. Государственный секретарь Южного департамента, более старший, нёс ответственность за Южную Англию, Уэльс, Ирландию, американские колонии (до 1768 года, когда обязанности были переданы министру колоний), и отношения с католическими и мусульманскими государствами Европы. Более младший государственный секретарь Северного департамента отвечал за Северную Англию, Шотландию и отношения с протестантскими государствами Северной Европы и Россией.
В 1782 году оба государственных секретаря были преобразованы в министра внутренних дел и министра иностранных дел.

## Государственные секретари Южного департамента
- сэр Эдуард Николас: 1 июня 1660 — 20 октября 1662;
- Генри Беннет, 1-й граф Арлингтон: 20 октября 1662 — 11 сентября 1674;
- Генри Ковентри ЧП: 11 сентября 1674 — 26 апреля 1680;
- Роберт Спенсер, 2-й граф Сандерленд: 26 апреля 1680 — 2 февраля 1681;
- сэр Леолайн Дженкинс ЧП до 28 марта 1681: 2 февраля 1681 — 14 апреля 1684;
- Роберт Спенсер, 2-й граф Сандерленд: 14 апреля 1684 — 28 октября 1688;
- Чарльз Миддлтон, 2-й граф Миддлтон: 28 октября — 2 декабря 1688;
- Чарльз Толбот, 12-й граф Шрусбери: 14 февраля 1689 — 2 июня 1690;
- Дэниел Финч, 2-й граф Ноттингем: 2 июня 1690 — ноябрь 1693;
- сэр Джон Тренчард ЧП: ноябрь 1693 — 27 апреля 1695;
- Чарльз Толбот, герцог Шрусбери: 27 апреля 1695 — 12 декабря 1698;
- Джеймс Вернон ЧП: 12 декабря 1698 — 14 мая 1699;
- Эдуард Вильерс, 1-й граф Джерси: 14 Май 1699 — 27 июня 1700;
- Джеймс Вернон ЧП: 27 июня 1700 — 4 января 1702;
- Чарльз Монтегю, 4-й граф Манчестер 4 января — 1 мая 1702;
- Дэниел Финч, 2-й граф Ноттингем: 2 мая 1702 — 22 апреля 1704;
- сэр Чарльз Хеджес ЧП: 18 мая 1704 — 3 декабря 1706;
- Чарльз Спенсер, 3-й граф Сандерленд: 3 декабря 1706 — 13 июня 1710;
- Уильям Легг, 1-й граф Дартмут: 15 июня 1710 — 6 августа 1713;
- Генри Сент Джон, 1-й виконт Болингброк: 17 августа 1713 — 31 августа 1714;
- Джеймс Стэнхоуп ЧП: 27 сентября 1714 — 22 июня 1716;
- Пол Метуэн ЧП: 22 июня 1716 — 10 апреля 1717;
- Джозеф Аддисон ЧП: 12 апреля 1717 — 14 марта 1718;
- Джеймс Крэгс Младший ЧП: 16 марта 1718 — 16 февраля 1721;
- Джон Картерет, 3-й лорд Картерет: 4 марта 1721 — 31 марта 1724;
- Томас Пелэм-Холлс, 1-й герцог Ньюкасл: 6 апреля 1724 — 12 февраля 1748;
- Джон Рассел, 4-й герцог Бедфорд: 12 февраля 1748 — 13 июня 1751;
- Роберт Дарси, 4-й граф Холдернесс: 18 июня 1751 — 23 марта 1754;
- сэр Томас Робинсон ЧП: 23 марта 1754 — октябрь 1755;
- Генри Фокс MP: 14 ноября 1755 — 13 ноября 1756;
- Уильям Питт Старший ЧП: 4 декабря 1756 — 6 апреля 1757;
- Роберт Дарси, 4-й граф Холдернесс: 6 апреля — 27 июня 1757;
- Уильям Питт Старший ЧП: 27 июня 1757 — 5 октября 1761;
- Чарльз Уиндем, 2-й граф Эгремонт: 9 октября 1761 — 21 августа 1763;
- Джордж Монтегю-Данк, 2-й граф Галифакс: 9 сентября 1763 — 10 июля 1765;
- Генри Сеймур Конвей ЧП: 12 июля 1765 — 23 мая 1766;
- Чарльз Леннокс, 3-й герцог Ричмонд и Леннокс: 23 мая — 29 июля 1766;
- Уильям Петти, 2-й граф Шелбёрн: 30 июля 1766 — 20 октября 1768;
- Томас Тинн, 3-й виконт Уэймут: 21 октября 1768 — 12 декабря 1770;
- Уильям Генри Нассау де Цуйлештайн, 4-й граф Рочфорд: 19 декабря 1770 — 9 ноября 1775;
- Томас Тинн, 3-й виконт Уэймут: 9 ноябрь 1775 — 24 ноября 1779;
- Уиллс Хилл, 1-й граф Хиллсборо: 24 ноября 1779 — 27 марта 1782.